# Kenpeitai
El Kenpeitai (憲兵隊 "Cuerpos de soldados de ley"?) era la rama de policía militar del Ejército Imperial Japonés desde 1881 hasta 1945. No era un servicio policial al estilo inglés, sino más bien una gendarmería, al estilo francés o de la Guardia Civil española. Por ello, si bien formaba parte institucionalmente del Ejército, pero también cumplía las funciones de policía militar para la Armada Imperial Japonesa bajo la dirección del ministro de Marina, aunque la Armada tenía su propia policía militar, que era la Tokeitai, tanto como policía judicial bajo la dirección del Ministerio del Interior, como policía judicial bajo la dirección del Ministerio de Justicia. Un miembro del cuerpo era denominado un kenpei.

## Historia

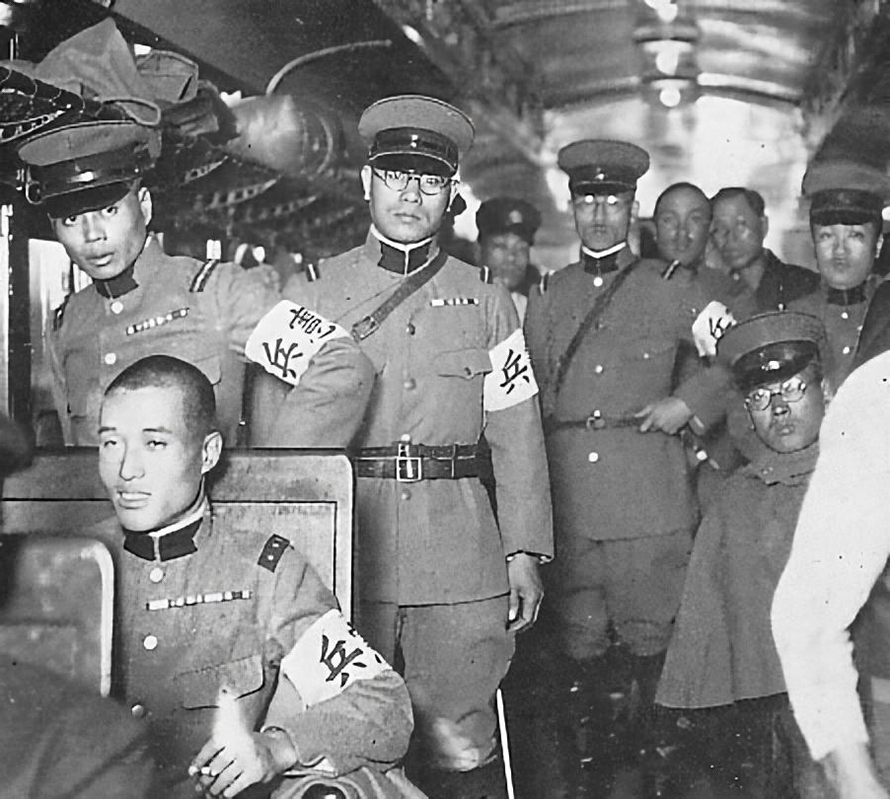
Oficiales kenpei abordan un tren en 1935.

El Kenpeitai fue establecido en 1881 por un decreto denominado Kenpei Jōrei (憲兵条例?), literalmente "artículos referentes a gendarmes". Su referente era la Gendarmerie Nationale de Francia y la Guardia Civil' de España. Los detalles de las funciones militares, ejecutivas y judiciales del Kenpeitai estaban definidas por el Kenpei Rei de 1898, el cual posteriormente enmendado 26 veces antes de la derrota japonesa en agosto de 1945.
En 1907, se ordenó al Kenpeitai estacionarse en Corea. Su deber principal en Corea estaba legalmente definido como la preservación de la paz (del ejército japonés) en Corea, aunque también funcionaba como una policía militar para el ejército japonés estacionado en Corea. Este estatus se mantuvo básicamente sin cambios después de la anexión de Corea por Japón en 1910.
El Kenpeitai mantuvo el orden público al interior de Japón bajo la dirección del Ministerio del Interior y en los territorios ocupados bajo la dirección del Ministerio de Guerra. Asimismo, Japón tenía una fuerza de policía secreta civil, Tokko, que era el acrónimo japonés de Tokubetsu Kōtō Keisatsu ("Policía Especial Superior"). Tokko formaba parte del Ministerio del Interior; sin embargo, el Kenpeitai contaba también con una rama Tokko propia y a través de ella desempeñaba las funciones de una policía secreta. Como tal, el Kenpeitai asumió el poder de arrestar, a menudo sin garantía de ningún tipo, a aquellos que se presumía subversivos del orden público como los comunistas, liberales y pacifistas. A menudo el Kenpeitai no dudaba en torturar a aquellos que había arrestado, especialmente durante la década de 1930 y a principios de los 40. Cuando el Kenpeitai arrestaba a un civil bajo la dirección del Ministerio de Justicia, la persona arrestada estaba normalmente sujeta a los procedimientos judiciales civiles. En la práctica, era muy difícil probar la inocencia una vez arrestado dado que Japón tenía muy poca protección de procedimiento contra las confesiones forzadas antes de 1948.
La brutalidad de Kenpeitai era particularmente notoria en Corea y los otros territorios ocupados. El Kenpeitai era aborrecido en el interior de Japón, especialmente, durante la Segunda Guerra Mundial cuando el primer ministro Hideki Tōjō, el Comandante del Kenpeitai del ejército japonés en Manchuria desde 1935 hasta 1937, utilizó extensamente al Kenpeitai para asegurarse que todos fueran leales a la guerra. Bajo el mandato de Tojo, el Kenpeitai redujo a Japón a un Estado policial.
Según el Ejército de los Estados Unidos, había más de 36.000 miembros regulares del Kenpeitai al final de la guerra, sin incluir a los muchos "auxiliares" étnicos. Cuando muchos territorios extranjeros fueron ocupados por el ejército japonés durante la década de 1930 e inicios de 1940s, el Kenpeitai reclutó a un gran número de locales en estos territorios. Los taiwaneses y coreanos fueron extensamente usados como auxiliares de la policía en los recientemente ocupados territorios en el Sureste Asiático, aunque el Kenpeitai reclutaba indochinos franceses (especialmente de la secta religiosa Cao Dai), malayos y otros. El Kenpeitai podría haber reclutado a Trinh Minh The, un nacionalista vietnamita y líder militar.[cita requerida]
El Kenpeitai fue desarmado y desarticulado después de la rendición japonesa en agosto de 1945. En la actualidad, la policía interna de las Fuerzas de Autodefensa de la posguerra es denominada Keimutai (Véase Fuerzas de Autodefensa de Japón). Cada miembro de estas fuerzas es llamado Keimukan.

## Servicios secretos japoneses y colaboración con los otros países del Eje
En los años 1920s y 1930s, el Kenpeitai forjó varias conexiones con ciertos servicios de inteligencia europeos. Más tarde, cuando Japón firmó el Pacto Tripartito, los servicios secretos japoneses estrecharon enlaces formales con estas unidades de inteligencia, ahora bajo mandato de los fascistas alemanes e italianos, conocidas como el Abwehr y el Servizio d'Informazioni Militari (SIM). Entre estas líneas, el ejército y la marina japoneses contactaron a sus correspondientes unidades de inteligencia en la Wehrmacht, la Schutzstaffel (SS) o Kriegsmarine con respecto a la información relativa  a Europa y viceversa. Los europeos y los japoneses se dieron cuenta de los beneficios de estos intercambios (por ejemplo, los japoneses enviaron información sobre las fuerzas soviéticas en el Lejano Oriente y en la Operación Barbarroja desde su embajada japonesa y el almirante Wilhelm Canaris ofreció ayuda respecto a la cuestión de la neutralidad portuguesa en Timor).
Un punto importante de contacto fue la isla de Penang en Malasia, la cual sirvió como una base secreta de submarinos alemanes en el Lejano Oriente. El U-511, bajo el mando del Kptlt. Fritz Schneewind, llegó a Penang, para entonces ocupada por Japón, en julio de 1943, seguido por el U-178 en agosto de 1943. Este fue el inicio de la campaña submarina en el océano Índico y también proveyó a los alemanes penetrar en el Pacífico por primera vez, al lado de su aliado, Japón. Wilhelm Dommes fue el primer comandante de la base de submarinos en Asia. Esta base sirvió a todas las fuerzas del Eje: a la Regia Marina italiana, a la Kriegsmarine alemana y a la Dai-Nippon Teikoku Kaigun. En este lugar, ocurrieron a intervalos regulares intercambios tecnológicos y de información. Hasta el fin de la guerra las fuerzas del Eje usaron las bases en la Etiopía ocupada por Italia, el territorio de Madagascar de la Francia de Vichy y algunos lugares "oficialmente" neutrales tales como las colonias portuguesas de Goa en la India.
Esta colaboración en labores de inteligencia se mantuvo hasta inicios de 1945 y fue reducida, en gran medida, desde entonces hasta cerca de agosto de 1945.